# Biberbach (Beilngries)
Biberbach ist ein Gemeindeteil der Stadt Beilngries im oberbayerischen Landkreis Eichstätt.

## Lage
Das Kirchdorf liegt westlich des Rhein-Main-Donau-Kanals und der B 299, nördlich von Beilngries und südlich von Plankstetten in der südlichen Frankenalb im Naturpark Altmühltal.

## Geschichte
In der Flur Am Kühknock wurden Grabhügel der Bronzezeit gefunden.
Anlässlich der Wildbannverleihung durch Kaiser Heinrich IV. an den Eichstätter Bischof Udalrich wurde „Piberbach“ (Dorf am Bach mit Bibern) erstmals 1080 urkundlich erwähnt. Vermutlich gehörte der Ort zum Reichsgut Greding, das zuletzt die Grafen von Hirschberg innehatten. Nach dem Aussterben der Hirschberger Grafen mit Graf Gebhard VII. 1305 scheint Biberbach als Reichslehen an die Wolfsteiner zu Sulzbürg gekommen sein, obwohl im ältesten Eichstätter Lehenbuch vermerkt ist, dass Biberbach bischöfliches Lehengut war. In Biberbach hatte seit der ersten Hälfte des 11. Jahrhunderts auch das Benediktinerinnenkloster Kühbach Besitz, nachdem eine Gräfin Hildegard dort dem Kloster Güter geschenkt hatte; 1493 verkaufte das Kloster diesen Besitz, bei dem es sich um den Meierhof sowie um das kleinere Anwesen „Salzhube“ und um Flurstücke handelte, an den Eichstätter Bischof Wilhelm von Reichenau. 1529 versah der Bischof diese bis dahin nicht erblichen zwei Höfe mit einem Erbbrief. 1644 besaß die Salzhube die Mahlgerechtigkeit. Dritter Grundherr nach den Wolfsteinern und dem Bischof war das nahe Kloster Plankstetten. Seit Errichtung der Pfarrei Plankstetten war Biberbach eine Filiale dieser Pfarrei.
Im Zuge der Säkularisation kam das untere Hochstift, zu dem Biberbach gehörte, 1802 an Großherzog Erzherzog Ferdinand III. von Toskana und zur Jahreswende 1805/06 zum Königreich Bayern und dort zum Landgericht Beilngries. Ab 1808 war das Landgericht Beilngries zuständig und damit Biberbach Gemeinde des Altmühlkreises und ab 1810 des Oberdonaukreises. Von 1817 bis 1833 war Biberbach leuchtenbergisch, danach wieder bayerisch. Ab 1838 war das Landgericht Beilngries (ab 1862 Bezirksamt Beilngries) und mit ihm Biberbach Teil des Kreises Mittelfranken mit der Hauptstadt Ansbach. 1880 kam Biberbach mit dem Bezirksamt Beilngries zum Regierungsbezirk Oberpfalz.
Im Jahr 1933 hatte Biberbach 133 Einwohner, 1973 wurden 216 und 1983 227 Einwohner gezählt, die sich landwirtschaftlich in fünf Vollerwerbs- und 22 Nebenerwerbsbetrieben betätigten.
Am 1. Juli 1972 wechselte der Ort vom aufgelösten oberpfälzischen Landkreis Beilngries in den erweiterten und aus Mittelfranken nach Oberbayern eingegliederten Landkreis Eichstätt. Mit der bayerischen Gebietsreform wurde Biberbach am 1. Mai 1978 nach Beilngries eingemeindet.
In zentraler Lage am Spielplatz wurde im Jahre 2010 ein Dorfgemeinschaftshaus mit integriertem Feuerwehrhaus errichtet.

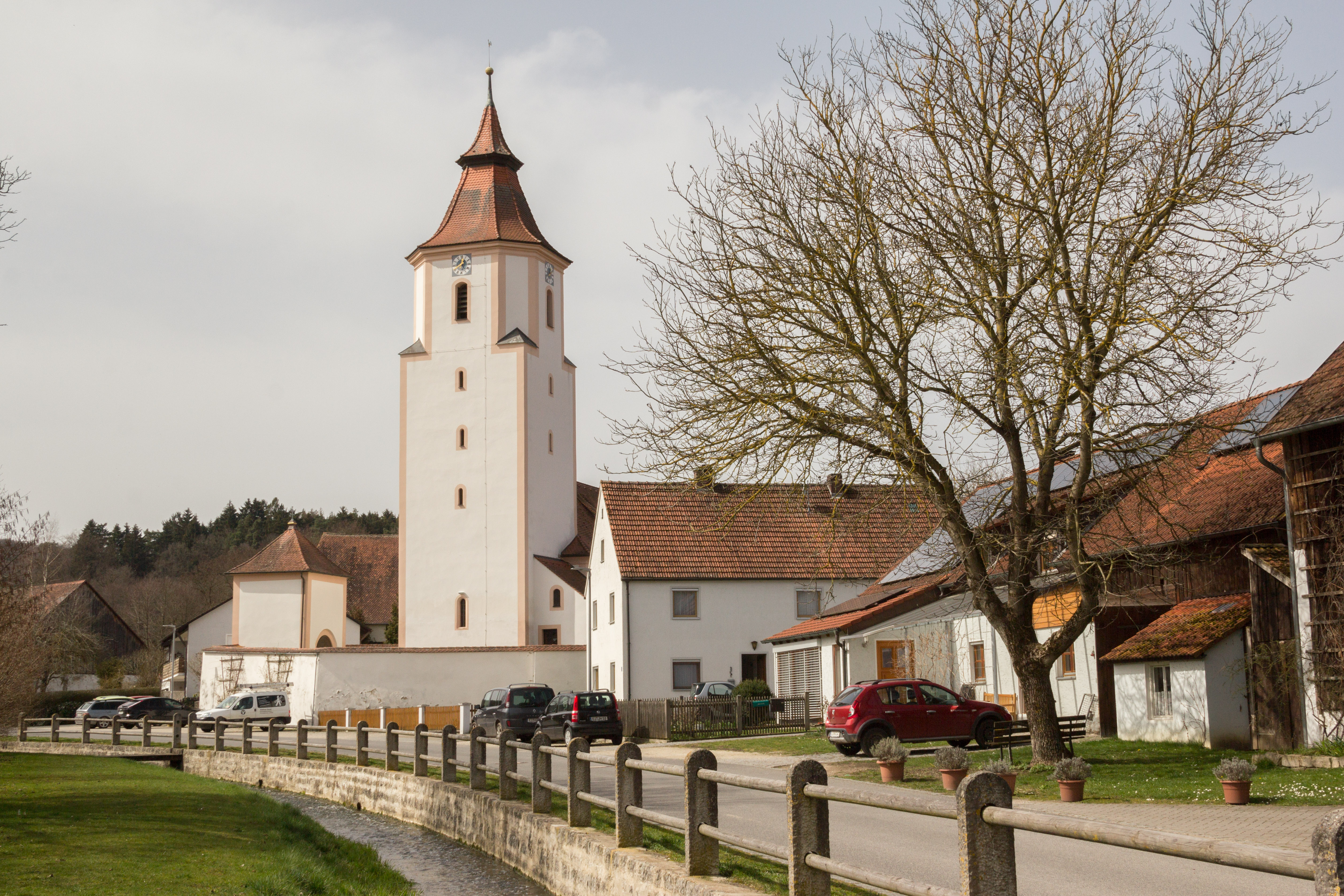
Ortskern mit St. Michael

Die katholische Kirche St. Michael ist eine Wehrkirchenanlage aus der Zeit der Spätgotik und wurde im 18. Jahrhundert verändert. In die Denkmalliste sind ferner eine Wegkapelle und ein Bildstock aufgenommen.

## Wirtschaft
In Biberbach gibt es mehrere Beherbergungsbetriebe, die als Familienbetriebe geführt werden. Als Zentrum des Biberbacher Wirtschaftslebens ist das Gasthaus Wolf anzusehen (Wirtschaft beim Franz), bei dem es Essen gibt. Sein Biergarten wird von den Einheimischen als der kleinste der Welt bezeichnet, ist aufgrund seiner zentralen Lage im Ortskern (Biberbacher Stachus) jedoch Anlaufpunkt. Das Wirtschaftsleben wird durch mehrere Fischzuchtbetriebe ergänzt, die in Biberbach aufgrund des ausreichend vorhandenen Wassers ideale Standortfaktoren vorfinden. Auch ein Autorestaurationsbetrieb ist vorhanden.

## Sonstiges
- Die Namensgleichheit des Stadtteils Biberbach führte 1980 zu einer Städtepartnerschaft zwischen Beilngries und dem niederösterreichischen Ort Biberbach.
- Mehrere Vereine prägen das Dorfleben (Dorfverein, Freiwillige Feuerwehr, Obst- und Gartenbauverein).